# Ia HLốp
Ia HLốp là một xã thuộc huyện Chư Sê, tỉnh Gia Lai, Việt Nam.
Xã Ia HLốp có diện tích 42,62 km², dân số năm 1999 là 6.240 người, mật độ dân số đạt 146 người/km².